# Сосногорск (муниципальный район)
Сосногорск (коми Сӧснагорт) — административно-территориальная единица (город республиканского значения с подчинённой ему территорией) и муниципальное образование (муниципальный район с официальным наименованием муниципальное образование муниципального района «Сосногорск») в составе Республики Коми Российской Федерации.
Административный центр — город Сосногорск.
Город Сосногорск и подчинённые его администрации населённые пункты приравнены к районам Крайнего Севера.

## География
Муниципальный район «Сосногорск» расположен в географическом центре Республики Коми на слиянии двух рек — Ухты и Ижмы. Занимает площадь 16,5 тысяч км² или 3,9% территории Республики Коми. Сосногорский район находится в центральной части Республики Коми в 237 км от Полярного круга, между 62°34’и 64°26’ северной широты. Состоит из центра — Сосногорска, города республиканского подчинения, двух поселений городского типа (Нижний Одес и Войвож) и семи поселений сельского типа.
Расстояние до Сыктывкара — 345 км. Граничит с территориями Вуктыла, Печоры, Ухты, Ижемского района, Троицко-Печорского района и Усть-Куломского района.
Район расположен на пологоувалистом, слабохолмистом плато, расчленённом реками и ручьями бассейна реки Ижма. Преобладают глеево-подзолистые и подзолисто-болотные почвы. Местность покрыта хвойными лесами, участками заболочена, слабовсхолмлена. Удельный вес заболоченной местности — 13% от общей площади.
Основная водная артерия Сосногорска — р. Ижма, большая её часть располагается на территории района. Наиболее крупные её притоки Айюва, Ухта (устье), Седью (устье), Сюзью, Верхний и Нижний Одес. В Сосногорском районе берут начало реки Лемью и Велью (притоки реки Печора).
Природные ресурсы
Общая площадь лесного фонда (на 2003) — 1619 тыс. га, в том числе покрытая лесом 1353,5 тыс. га с общим запасом древесины на корня 104 млн м³ или 3,8% всего запаса древесины республики. Основная часть запасов — хвойные породы (81%). Лесистость района составляет 84%.
Леса относятся к подзонам средней и северной тайги. Преобладают хвойные породы, встречаются также берёза и осина. В лесах обитают лоси, белки, куропатки, глухари, тетерева и рябчики. Разнообразен видовой состав рыб.
К числу охраняемых природных территорий и объектов относятся заповедники «Гажаяг» и «Седью» с хвойными борами и ягельными мхами, расположенные в верховьях реки Ижмы. Водным памятником природы считается река Лемью с прекрасными озёрами — старицами, где водится рыба.
Из минерально-сырьевых ресурсов, которыми располагает район, являются топливно-энергетические — нефть, газ, горючие сланцы. Значительны запасы уникального торфа с широким спектром пользования, минеральной лечебной воды, гипсов и т. д.
Район обладает наиболее крупной базой углеводородного сырья. Открыто 26 месторождений, из которых 16 разрабатывается, 10 — находится в разведке. Из открытых два месторождения относятся к категории крупный, это Пашнинское и Западно-Тэбукское, и две к категории средних — Северо-Савиноборское и Джьерское.
На территории Сосногорского района выявлены месторождения гипса, битума, песчано-гравийных смесей, пески для строительных работ, гипс, кварцевые пески, доломиты.. По запасам пресной подземной воды разведано два месторождения — Айювинское и Нижнеодесское, последнее не эксплуатируется.
Разведаны месторождения торфа.
Общая площадь, покрытая лесом составляет 1,6 млн га, лесные ресурсы района составляют 103,9 млн м³. В составе насаждений преобладают спелые и перестойные леса хвойных пород.

### Климат
Климат умеренно континентальный с годовыми колебаниями температур от +25℃ (июль) до −45℃ (январь), среднегодовая температура −20℃. Устойчивый снежный покров держится 180—190 дней. Годовая сумма осадков 450—600 мм.

## История
В «Вологодских губернских ведомостях» за 1881 году упомянуты починки Вологодской губернии в верховьях Ижмы: починок Чердын, деревня Роздино, починок Чулкидин, деревни Нямод, Лачега.
Сосногорский район образован 29 ноября 1979 года из территории Ухтинского горсовета.

## Население
| 2002    | 2009    | 2010    | 2011    | 2012    | 2013    | 2014    | 2015    | 2016    |
| ------- | ------- | ------- | ------- | ------- | ------- | ------- | ------- | ------- |
| 52 486  | ↘49 178 | ↘46 775 | ↘46 586 | ↘46 035 | ↘45 681 | ↘45 176 | ↘44 720 | ↘44 255 |
| 2017    | 2018    | 2019    | 2020    | 2021    | 2024    |         |         |         |
| ↘43 964 | ↘43 507 | ↘42 939 | ↘42 628 | ↘34 693 | ↘33 872 |         |         |         |

### Урбанизация
В городских условиях (город Сосногорск, пгт Войвож и Нижний Одес) проживают 91,11 % населения района.

### Национальный состав
По переписи 2010 года:  
- Всего — 46775 чел.
- русские — 36230 чел. (80,8 %),
- коми — 4007 чел. (8,9 %),
- украинцы — 1936 чел. (4,3 %)
- белорусы — 550 чел. (1,2 %)
- указавшие национальность — 44865 чел. (100,0 %).

По итогам переписи населения 2020 года проживали следующие национальности (национальности менее 0,1 % и другое, см. в сноске к строке «Другие»):
| Национальность | Численность, чел. | Доля     |
| -------------- | ----------------- | -------- |
| Русские        | 24 751            | 71,34 %  |
| Коми           | 2035              | 5,87 %   |
| Украинцы       | 588               | 1,69 %   |
| Белорусы       | 172               | 0,50 %   |
| Татары         | 151               | 0,44 %   |
| Чуваши         | 105               | 0,30 %   |
| Немцы          | 92                | 0,27 %   |
| Азербайджанцы  | 91                | 0,26 %   |
| Марийцы        | 64                | 0,18 %   |
| Удмурты        | 46                | 0,13 %   |
| Мордва         | 40                | 0,12 %   |
| Армяне         | 39                | 0,11 %   |
| Башкиры        | 36                | 0,10 %   |
| Другие         | 6483              | 18,69 %  |
| Итого          | 34 693            | 100,00 % |

## Административно-территориальное устройство
Административно-территориальное устройство, статус и границы города республиканского значения Сосногорска с подчиненной ему территорией установлены Законом Республики Коми от 6 марта 2006 года № 13-РЗ «Об административно-территориальном устройстве Республики Коми»
Административно-территориальное образование включает 3 административных территории:
| № | Административная территория                                          | Административный центр | Населённые пункты | Количество населённых пунктов |
| - | -------------------------------------------------------------------- | ---------------------- | --- | ----------------------------- |
| 1 | город республиканского значения Сосногорск с прилегающей территорией | город Сосногорск       | город Сосногорск, д. Аким, пст Верхнеижемский, д. Винла, пст Вис, пст Иван-Ёль, пст Ираёль, пст Керки, пст Лыаёль, пст Малая Пера, д. Пожня, пст Поляна, д. Порожск, с. Усть-Ухта | 14                            |
| 2 | посёлок городского типа Войвож с подчиненной ему территорией         | пгт Войвож             | пгт Войвож, пст Верхняя Омра, пст Дорожный | 3                             |
| 3 | посёлок городского типа Нижний Одес с подчиненной ему территорией    | пгт Нижний Одес        | пгт Нижний Одес, пст Конашъёль | 2                             |

## Муниципально-территориальное устройство
В муниципальный район Сосногорск входит 3 муниципальных образования со статусом городского поселения:
| №     | Муниципальное образование | Административный центр | Количество населённых пунктов | Население (чел.) | Площадь (км²) |
| ----- | ------------------------- | ---------------------- | ----------------------------- | ---------------- | ------------- |
| 1e-06 | Городское поселение:      |                        |                               |                  |               |
| 1     | Войвож                    | пгт Войвож             | 3                             | ↘1743            | 1397,50       |
| 2     | Нижний Одес               | пгт Нижний Одес        | 2                             | ↘7286            | 3773,74       |
| 3     | Сосногорск                | город Сосногорск       | 14                            | ↘24 843          | 11391,69      |

Законом Республики Коми от 11 мая 2012 года № 37-РЗ, городское поселение «Сосногорск» и сельские поселения «Верхнеижемский», «Вис», «Ираёль», «Керки», «Малая Пера», «Поляна» и «Усть-Ухта» объединены в городское поселение Сосногорск.

### Населённые пункты
Городу республиканского значения подчинены и в муниципальный район входят 18 населённых пунктов
| №  | Населённый пункт | Тип     | Население | Городское поселение |
| -- | ---------------- | ------- | --------- | ------------------- |
| 1  | Аким             | деревня | 21        | Сосногорск          |
| 2  | Верхнеижемский   | посёлок | ↘852      | Сосногорск          |
| 3  | Верхняя Омра     | посёлок | ↘39       | Войвож              |
| 4  | Винла            | деревня | 77        | Сосногорск          |
| 5  | Вис              | посёлок | ↘370      | Сосногорск          |
| 6  | Войвож           | пгт     | ↘1743     | Войвож              |
| 7  | Дорожный         | посёлок | ↘0        | Войвож              |
| 8  | Ираёль           | посёлок | ↘750      | Сосногорск          |
| 9  | Керки            | посёлок | ↘689      | Сосногорск          |
| 10 | Конашъёль        | посёлок | ↘22       | Нижний Одес         |
| 11 | Лыаёль           | посёлок | 382       | Сосногорск          |
| 12 | Малая Пера       | посёлок | 469       | Сосногорск          |
| 13 | Нижний Одес      | пгт     | ↘7268     | Нижний Одес         |
| 14 | Пожня            | деревня | 352       | Сосногорск          |
| 15 | Поляна           | посёлок | 726       | Сосногорск          |
| 16 | Порожск          | деревня | 101       | Сосногорск          |
| 17 | Сосногорск       | город   | ↘21 850   | Сосногорск          |
| 18 | Усть-Ухта        | село    | 1052      | Сосногорск          |

Упразднённые населённые пункты
- 2024 год — посёлок Иван-Ёль

## Руководство
Председатель Совета
- Терентьев Андрей Алексеевич

Руководители администрации
- 2007—2011 — Леонов Игорь Викторович
- 2011—2016 — Кирьяков Дмитрий Николаевич
- 2016—2018 — Шомесов Виктор Иванович
- с 2018  — Дегтяренко Сергей Васильевич

## Экономика
Муниципальный район занимает выгодное положение в Республике Коми по развитости инфраструктуры нефтегазовой промышленности (сеть нефте- и газопроводов, газоперерабатывающий завод, близость к Ухтинскому НПЗ), сети транспортных коммуникаций (железные и автомобильные дороги, близость к ухтинскому аэропорту).
На берегах р. Ижмы расположено Ижемское месторождение гипса. Уже с 1941 г. месторождение начало разрабатываться Сосногорским алебастровым и Ухтинским кирпичным заводами. К 1965 году часть разведанных запасов была выработана, часть оказалась в черте города, и эксплуатация месторождения прекратилась. Сырьё пригодно для получения строительного гипса 1 сорта, гипсовой сухой штукатурки, перегородочных плит, высокообжигового гипса.

## Предприятия района
Основу промышленности района составляют такие предприятия как:
- ООО «Газпром переработка»
- Сосногорское отделение Северной ж.д. — филиал ОАО «РЖД»
- Сосногорская ТЭЦ
- Деревообрабатывающее предприятие «Войвож-Лес»

Эти предприятия являются самыми массовыми работодателями и как следствие основными плательщиками налога на доходы физических лиц.
На территории района производят сельскохозяйственную продукцию четыре крестьянско-фермерских хозяйства и 32 личных подсобных хозяйства.